# 법원행정처
법원행정처(法院行政處, 영어: National Court Administration)는 대한민국 법원의 사법행정 사무를 관장하는 대한민국 대법원 소속기관이다. 1949년 8월 15일 발족하였으며, 서울특별시 서초구 서초대로 219에 위치하고 있다. 처장은 대법관 중에서, 차장은 판사 중에서 각각 대법원장이 보한다.

## 설치 근거 및 소관 사무

### 설치 근거
- 「법원조직법」 제19조제1항[2]

### 소관 사무
- 법원의 인사·예산·회계·시설·통계·송무(訟務)·등기·가족관계등록·공탁·집행관·법무사·법령조사에 관한 사무
- 사법제도연구에 관한 사무

## 연혁
- 1949년 8월 15일: 법원행정처 설치.[3]

## 조직

### 차장
윤리감사관실
- 윤리감사기획심의관실[5]
- 윤리감사제1심의관실[5]
- 윤리감사제2심의관실[5]

인사총괄심의관실
- 인사제1심의관실[5]
- 인사제2심의관실[5]
- 인사기획심의관실[5]

인사운영심의관실
공보관실
- 홍보심의관실[5]

안전관리관실
기획조정실
- 기획총괄심의관실[5]
- 기획조정심의관실[5]
- 기획제1심의관실[5]
- 기획제2심의관실[5]
- 국제심의관실[5]
- 조직심의관실[5]
- 예산담당관실[5]
- 시설담당관실[5]
- 기술담당관실[5]

사법지원실
- 사법지원총괄심의관실[5]
- 사법지원심의관실[5]
- 차세대전자소송추진단[5]

사법정책실
- 사법정책총괄심의관실[5]
- 사법정책심의관실[5]

행정관리실
- 인력운영심의관실[5]
- 총무담당관실[5]
- 재무담당관실[5]
- 복지후생담당관실[5]

사법등기국
- 사법등기심의관실[5]
- 가족관계등록과[10]
- 부동산등기과[10]

전산정보관리국
- 정보화심의관실[5]
- 관리운영과[10]
- 정보화 지원과[10]
- 정보화 운영과[10]
- 사이버안전과[10]

재판사무국
- 종합민원과[10]
- 민사과[10]
- 형사과[10]

### 소속기관
- 법원보안관리대
- 법원기록보존소
- 재외국민 가족관계등록사무소

## 논란

### 사법행정권 남용 의혹

#### 1~3차 조사
양승태 대법원장 재임 중 법원행정처가 특정 판사들의 명단을 만들어 동향을 감시하고 인사상 불이익을 주려했다는 의혹이 있다. 대법원은 2017년부터 2018년 1월까지 두 차례에 걸쳐 진상조사를 벌였다.
1차 조사에서는 사법부 블랙리스트 의혹이 사실무근이라는 결론이 내려졌다. 하지만 2차 조사에서는 법원행정처가 일부 판사들의 동향을 수집하고, 일부 재판에 개입을 시도하려 했다는 정황이 담긴 문건이 나오기도 했다. 다만 임종헌 전 법원행정처 차장 등이 사용한 컴퓨터를 확인하지 못하면서 진상이 제대로 밝혀지지 않았다는 지적이 나왔다. 3차 조사단은 임 전 차장 등의 동의를 얻어 암호 파일을 확인했다. 사법행정권 남용 의혹 관련 특별 조사단(단장 안철상 법원행정처장)은 법원행정처 컴퓨터 4대에서 400여개에 이르는 사법행정권 남용 의혹 관련 파일들을 확보하여 조사를 하였다.

#### 특별조사단 조사 결과
2018년 5월 25일, 특별조사단은 '특정 법관에 인사 불이익을 준 정황이 담긴 블랙리스트 문건은 없었다'고 결론 내렸다. 다만, 조사단은 사법행정에 비판적인 법관에 대한 성향, 동향, 그리고 재산관계 등을 파악한 파일은 존재했다고 덧붙였으며, 이런 행위만으로도 재판의 독립, 법관의 독립이라는 가치를 훼손하려는 것으로서 크게 비난받을 행위라고 꼬집었다.

#### 법원행정처의 문건 공개
2018년 6월 5일, 법원행정처는 '판사사찰 및 재판거래' 의혹 문건 중 '사법행정권 남용의혹 특별조사단'이 조사결과 보고서에 인용한 90개 문건과 언론에서 추가로 의혹을 제기한 문건 5건 등 총 98개 문건을 추가로 공개했다. '세월호사건 관련 적정관할법원 및 재판부 배당방안'과 'BH 민주적 정상성 부여 방안', 'BH배제결정 설명자료', 'VIP 보고서' 등이다.
2018년 7월 31일, 법원행정처는 '사법행정권 남용 의혹 관련 특별조사단'의 조사보고서에 언급된 410개 문서 파일 중 미공개 문서 파일 228개를 공개했다. 국회의원들의 이력과 평판, 사법부에 대한 인식 등을 정리한 '제20대 국회의원 분석'이라는 제목의 문건도 있었고, 상고법원 반대 기고문을 실었다가 '사찰' 피해를 당한 차성안 판사 관련 문건, 사법부 블랙리스트 의혹을 촉발한 이탄희 판사 관련 문건 등이 있었다. 또한 박근혜 대통령 탄핵 정국에서 "대북문제를 제외한 정치적 기본권, 정치적 자유와 관련된 이슈에서는 과감하게 진보적인 판단을 내놓아야 한다"는 내용의 문건도 드러났다. 이에 대해 사법행정 업무만 맡아야 할 법원행정처가 일선 재판부에 판결 방향을 제시한 것 아니냐는 지적이 제기되었다.

#### 검찰 수사에서 횡령 증거포착 (2018년 9월)
2018년 9월 4일 기존에 상고법원 도입을 위해 양승태씨가 대법원장으로 근무하면서 법원행정처를 통해, 일선 판사들에게 불이익을 주고, 허위 증빙 서류를 통해서 수억원의 비자금을 조성한 단서가 검찰에 적발되었으며, 박근혜 정부와 재판 거래를 했다는 의혹과 대법원장에 재직하던 양승태씨가 국가 예산을 횡령에 대한 증거는 검찰이 조사를 하고 있다. 대법원의 은밀한 비자금 조성 기획 및 실행을 박병대 전 법원행정처장(대법관)역시 주도하였다

### 폐지여부
- 사법행정권 남용 및 재판 거래 의혹으로 인해, 김명수 대법원장은 법원행정처를 폐지하고 '적정한 수의 외부인사'가 참여하는 사법행정회의(가칭)이라는 신설기관에 권한을 이양하겠는 입장을 2018년 중순경 발표하였다.[19]
  - 그러나 실제로 이탄희 의원이 법원행정처를 폐지하고 프랑스의 최고사법관회의처럼 입법부, 행정부가 사법행정 운영에 참여하는 사법평의회(가칭)를 설립하는 법원조직법 개정안을 제시하자, 대법원은 사법권의 독립에는 사법행정권의 독립도 포함되어 있다는 이유를 들며 2020년 중순경 이탄희 의원안에 반대하는 의견을 공식적으로 국회에 제출하였다.[20]

## 같이 보기
- 양승태
- 법원행정처장
- 법원행정처 차장